# Bokin (Soaw)
Pour les articles homonymes, voir Bokin.
Bokin est une localité située dans le département de Soaw de la province du Boulkiemdé dans la région Centre-Ouest au Burkina Faso.

## Santé et éducation
Le centre de soins le plus proche de Bokin est le centre de santé et de promotion sociale (CSPS) de Soaw tandis que le centre médical avec antenne chirurgicale (CMA) se trouve à Nanoro.
Le village possède une école primaire publique.